# Román Oyarzun Oyarzun
Román Oyarzun Oyarzun   (Olague, 1882 - Pamplona, 1968) va ser un escriptor, periodista i historiador navarrès que va militar activament en el carlisme.
El 1908 va ser director del diari carlí El Correo de Guipúzcoa, càrrec que exerciria durant dos anys. El setembre del 1910 es va reunir al castell de Frohsdorf amb el pretendent carlí Jaume III, actuant com el seu secretari durant uns mesos, per iniciativa de Tirso de Olazábal.
Va ser autor de la primera història general del carlisme, la seu Historia del Carlismo, reeditada en múltiples ocasions (1939, 1944, 1965 y 1969). En 
aquest llibre va considerar molt negativa la trajectòria del Partit Integrista nocedalista i la seva influència posterior en el carlisme a partir de 1931. La seva publicació va suscitar crítiques des de sectors integristes, a les quals va respondre en 1940 des de les pàgines de El Correo Catalán (5 i 14 de març).

## Obres
- Historia del Carlismo (1939) — edició de 1944.
- Campaña de doce meses en Navarra y las Provincias Vascongadas (1939) — traducció de l'anglès de l'obra del Capità Charles Frederick Henningsen.
- Vida de Ramón Cabrera y las guerras carlistas (1961)
- El alavés D. Bruno de Villarreal, teniente general carlista (1964)
- Pretendientes al trono de España (1965)
- Nacimiento, vida, muerte y resurrección de los sacerdotes obreros (1966)